# Gamasomorpha deksam
Gamasomorpha deksam är en spindelart som beskrevs av Michael Ilmari Saaristo och van Harten 2002. Gamasomorpha deksam ingår i släktet Gamasomorpha och familjen dansspindlar.
Artens utbredningsområde är Socotra. Inga underarter finns listade i Catalogue of Life.